# Pasaporte monegasco
El pasaporte monegasco (en francés: Passeport monégasque) es el documento oficial, emitido por el Principado de Mónaco, que identifica al nacional monegasco ante las autoridades de otros países, permitiendo la anotación de entrada y salida a través de puertos, aeropuertos y vías de acceso internacionales. Permite también contener los visados de autorización de entrada. En 2009 había aproximadamente 6 000 pasaportes en circulación.

## Visado
En 2017, los monegascos tenían acceso sin visa o con visa a la llegada a 160 estados y territorios, lo que sitúa al pasaporte monegasco en la 15.ª posición de acuerdo al Índice de restricciones de Visa.

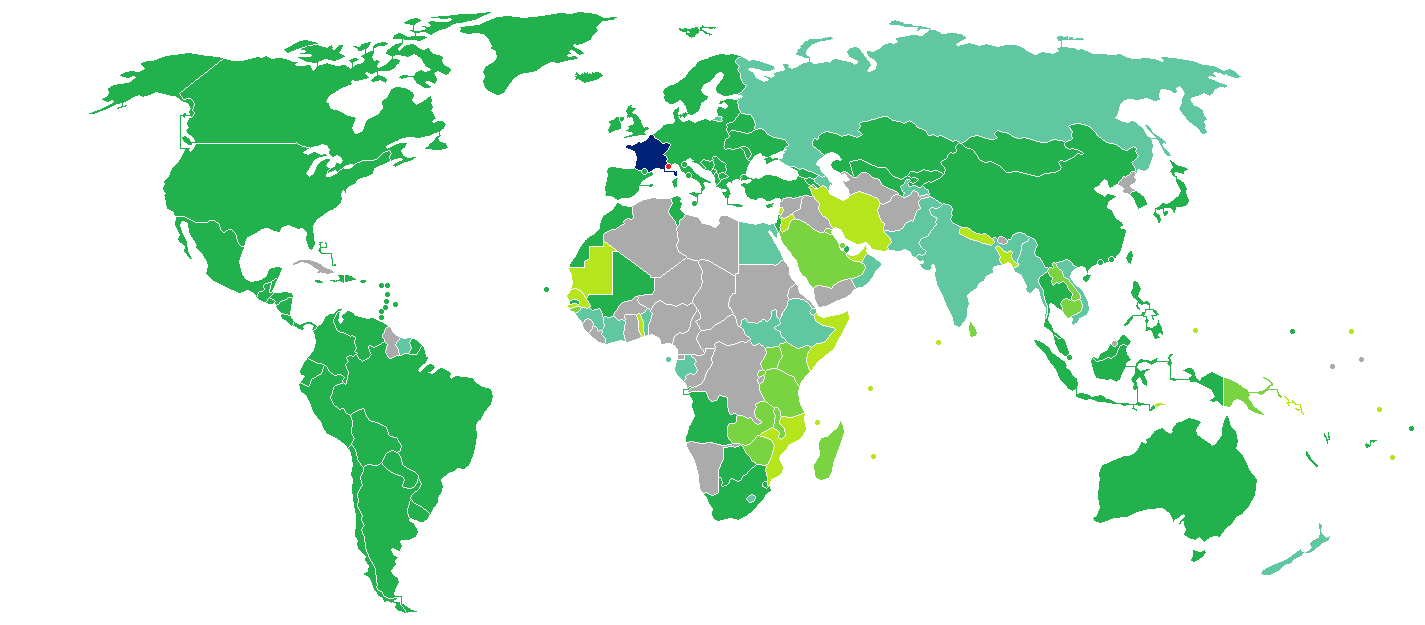
Mónaco
Sin necesidad de visa
Visa a la llegada
Visa electrónica
Visa a la llegada o visa electrónica
Visa requerida